# Vachonus inexpectatus
Espèce
Vachonus inexpectatus est une espèce de scorpions de la famille des Buthidae.

## Distribution
Cette espèce est endémique du Gujarat en Inde. Elle se rencontre vers Gandhinagar.

## Publication originale
- Lourenço, 2015 : « New considerations on the enigmatic genus Vachonus Tikader et Bastawade, 1983, with the description of a new species from India (Scorpiones:Buthidae). » Arachnida - Rivista Arachnologica Italiana, vol. 1, no 3, p. 2-9.